# Castianeira indica
Castianeira indica is een spinnensoort uit de familie van de loopspinnen (Corinnidae).
De wetenschappelijke naam van de soort werd in 1981 gepubliceerd door Benoy Krishna Tikader.